# Онтаньон, Хуан де

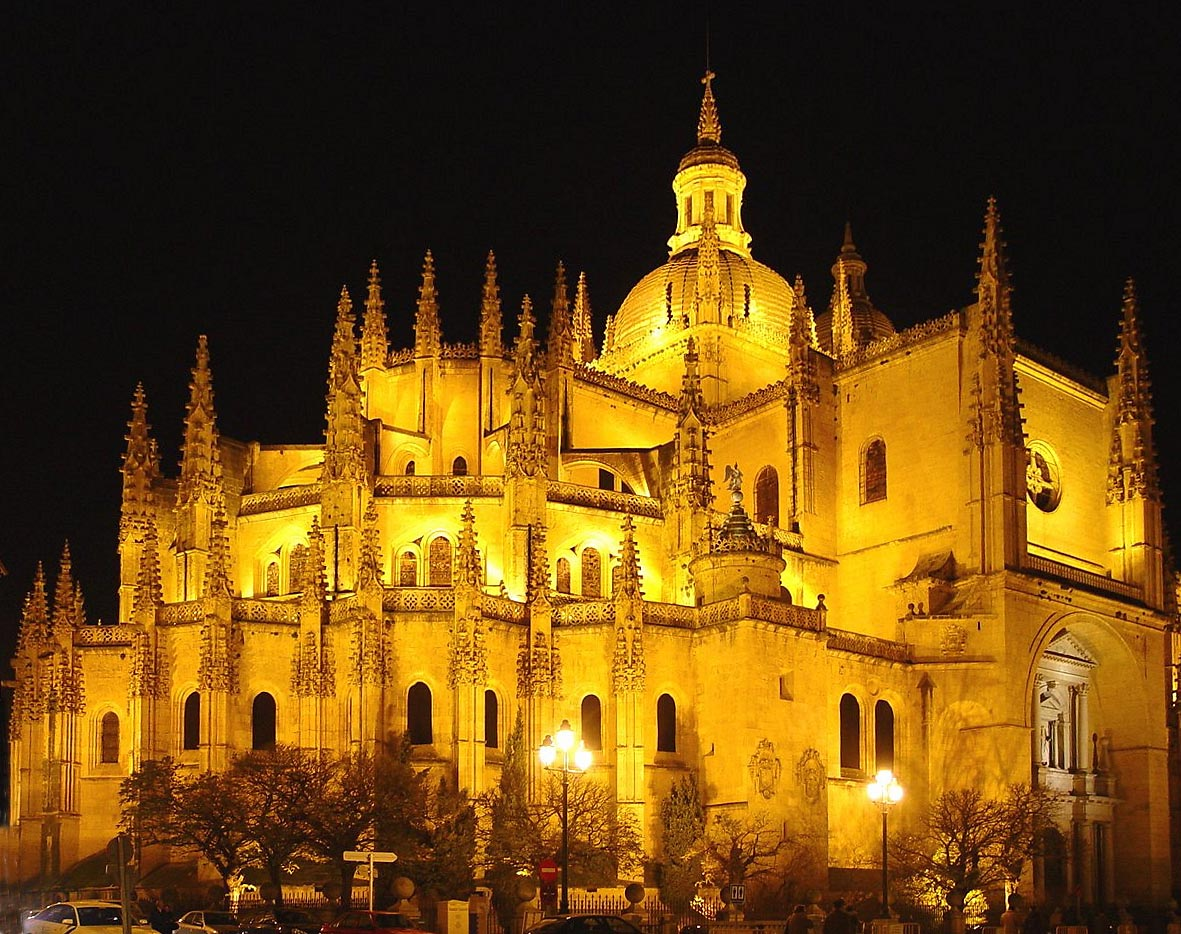
Собор в Сеговии

Хуан Хиль де Онтаньон (исп. Juan Gil de Hontañón; ок. 1480, Расинес, Кантабрия — 1526, Саламанка) — испанский мастер-строитель, первый представитель семьи потомственных архитекторов XVI века.

## Биография
О жизни Онтаньона известно крайне мало. Хиль де Онтаньон работал в Бургосе (Кастилия) с Симоном Кёльнским, одним из членов семьи немецких архитекторов, ответственных за многие важные испанские здания. Его первые строительные работы проходили в Сеговии и были связаны с мастерской Хуана Гуаса. В 1525 году он заложил краеугольный камень собора Сеговии, а после его смерти продолжение строительства взял на себя его сын Родриго. Собор Сеговии сочетает элементы архитектуры позднего средневековья и стиля платереско.
Онтаньон участвовал в строительстве замка герцога Альбуркерке и монастыря Сан-Франческо, замка Турегано, нескольких монастырей и собора в Паленсии. Переведённый в Саламанку, Хуан де Онтаньон возглавил строительство нового собора в качестве старшего мастера.
В Севилье 12 сентября 1513 года после увольнения его предшественника Алонсо Родригеса из-за обрушения тибуриума (сimborrio) Хуан де Онтаньон был назначен на должность старшего мастера, где работал до 1516 года. Онтаньон проектировал новое перекрытие центральной башни, расположенное на высоте более 40 м над землей (хоть и ниже предыдущего), завершённое 16 декабря 1517 года (этот тибуриум также впоследствии рухнул и был заменён другим).
В последние годы своей жизни он снова работал в Сеговии, а также в Саморе и Гранаде.
Его сыновья Родриго Хиль де Онтаньон и Хуан Хиль де Онтаньон, эль Мосо продолжали его дело. Одним из его учеников, вероятно, был Хуан де Алава.